# Monica Hübner
Monica Hübner (Garmisch-Partenkirchen, 10 aprile 1990) è una sciatrice alpina tedesca.

## Biografia
Nata a Garmisch-Partenkirchen e attiva in gare FIS dal novembre del 2005, Monica Hübner ha partecipato per la prima volta a una gara in Coppa Europa il 19 febbraio 2006 sulle nevi della sua città natale, senza completare lo slalom speciale in programma. Il 1º febbraio 2009 nella stessa località ha debuttato anche in Coppa del Mondo, giungendo 47ª in supergigante.
Il 22 febbraio 2010 ha ottenuto il primo podio in Coppa Europa vincendo lo slalom speciale disputato a La Molina e il 13 novembre dello stesso anno ha colto a Levi nella medesima specialità il suo miglior piazzamento in Coppa del Mondo (23ª). Il 13 marzo 2013 è salita per la seconda e ultima volta sul podio nel circuito continentale, a Formigal in slalom speciale (3ª).
La sua ultima gara in Coppa del Mondo è stata lo slalom speciale di Bormio del 5 gennaio 2014, che non ha completato, e si è ritirata durante la stagione 2016-2017; la sua ultima gara è stata uno slalom speciale universitario disputato ad Almaty il 6 febbraio, chiuso dalla Hübner al 2º posto. In carriera non ha preso parte né a rassegne olimpiche né iridate.
Dalla stagione 2022-2023 si è dedicata allo sci alpino paralimpico, nel ruolo di atleta guida per sciatori ipovedenti: in coppia con Alexander Rauen ha ottenuto il primo podio in Coppa del Mondo il 13 gennaio a Veysonnaz in slalom gigante (3º).

## Palmarès

### Sci alpino

#### Coppa del Mondo
- Miglior piazzamento in classifica generale: 112ª nel 2012

#### Coppa Europa
- Miglior piazzamento in classifica generale: 30ª nel 2012
- 2 podi:
  - 1 vittoria
  - 1 terzo posto

##### Coppa Europa - vittorie
| Data             | Località  | Paese  | Specialità |
| ---------------- | --------- | ------ | ---------- |
| 22 febbraio 2010 | La Molina | Spagna | SL         |

Legenda:

SL = slalom speciale

#### Nor-Am Cup
- Miglior piazzamento in classifica generale: 18ª nel 2015
- 1 podio:
  - 1 terzo posto

#### Campionati tedeschi
- 2 medaglie[2]:
  - 1 argento (slalom speciale nel 2012)
  - 1 bronzo (slalom speciale nel 2011)

### Sci alpino paralimpico

#### Coppa del Mondo
- 1 podio:
  - 1 terzo posto